# Голландия (графство)
Графство Голландия (нидерл. Graafschap Holland) — средневековое графство, существовавшее на территории исторической области Голландия в современных Нидерландах. Входило в состав Священной Римской империи, затем в состав Испанской империи.

## Образование графства
Первоначально территория Голландии была заселена фризами. В начале IX века эта территория была завоёвана императором Карлом Великим и включена в состав франкской империи. После раздела империи по Верденскому договору в 843 году территория Голландии вошла в состав «Срединного королевства», доставшегося императору Лотарю I. После смерти Лотаря его владения были разделены между тремя сыновьями, при этом территория Голландии вошла в состав королевства Лотаря II, получившего название королевство Лотарингия. После смерти Лотаря II за его наследство спорили Западно-Франкское и Восточно-Франкское королевства, пока в 925 году Лотарингия окончательно не была присоединена к Восточно-Франкскому королевству Генрихом I Птицеловом, который признал герцогом Лотарингии Гизельберта, за которого выдал замуж свою дочь Гербергу. В 939 году Гизельберт принял участие в восстании против короля Оттона I и погиб. Лотарингия в итоге в 953 году досталась брату Оттона, Бруно, который в 956 году разделил Лотарингию на 2 части: герцогство Верхняя Лотарингия и герцогство Нижняя Лотарингия. Территория Голландии вошла в состав Нижней Лотарингии.
В IX — X веках территория Фризии подвергалась набегам норманнов. В конце IX века император Карл III Толстый для того, чтобы защитить свои владения от набегов норманнов, признал около 882 года одного из норманнских вождей, Готфрида, герцогом Фризии. Однако Готфрид продолжил нападения. В результате против него в 885 году был составлен заговор фризской и саксонской знати, одним из главарей которого был Герульф. В результате Готфрид был убит. В награду Герульф получил от короля Восточно-Франкского королевства Арнульфа Каринтийского Западную Фризию. Герульф считается отцом Дирка I, первого правителя графства, которое позже получило название Голландия.

## Голландия под управлениемГерульфингов
В 922 году Дирк I, граф Кенемерланда, получил от короля Западно-Франкского королевства Карла III Простоватого владения около Эгмонда — в местечке под названием Бладелла. Именно от этого события ведёт свою историю Голландское графство.
О первых графах известно не очень много. Они носили титул граф Фризии или граф Западной Фрисландии. Большая часть их земель была болотистой и постоянно затоплялась. Из-за этого графство было малонаселённым, основное население жило в дюнах на побережье и в укреплённых районах около рек. Поэтому первые графы старались расширить свои владения за счёт соседних народов. В правление графа Арнульфа начались конфликты с западными фризами. Он вторгся в 993 году на их территорию, но был убит.
При сыне Арнульфа, Дирке IV Иерусалимском (ум. 1039) в 1001 году области, находящиеся под его властью впервые были названы Голландией, хотя старое название ещё было превалирующим. В 1018 году Дирк III вступил в конфликт с императором Священной Римской империи Генрихом II Баварским. Поводом к конфликту послужила постройка замка Влардинген в устье Мааса, благодаря чему значительно уменьшились доходы от торговли в Утрехте. Император решил вмешаться и послал армию во главе с герцогом Нижней Лотарингии Готфридом II. Однако битва при Влардингене 29 июля 1018 года закончилась разгромом имперской армии, погибли многие военачальники, а сам герцог Готфрид попал в плен. Эта победа упрочило положение Дирка, а позже он ещё и расширил свои владения за счёт земель епископства Утрехт.
При наследниках Дирка III конфликты с императорами из-за захваченных земель продолжились. Император Генрих III в 1046 году лично возглавил поход против графа Дирка IV, продолжившего политику отца по захвату земель, заставив его возвратить некоторые завоевания. Однако после ухода императора он продолжил разорять владения епископов Утрехта и Льежа, а также вступил в союз с графами Эно, Фландрии и герцогом Нижней Лотарингии Готфридом III. В 1047 году император Генрих захватил и разрушил замок Райнсбург, но во время отступления его армия понесла серьёзные потери, после чего союзники открыто восстали против императора. Однако 13 января 1049 года Дирк IV был заманен в засаду около Дордрехта и силами епископов Утрехта, Льежа и Меца убит. Наследовавший ему брат, Флорис I также погиб в одной из битв в 1061 году.
Вдова Флориса I, Гертруда Саксонская (ум. 1113), ставшая регентшей при малолетнем сыне Дирке V, не смогла воспрепятствовать захвату епископом Утрехта Виллем I спорных территорий между епископством и графством, причём император Генрих IV утвердил этот захват. Тогда Гертруда торым браком вышла замуж за Роберта I Фризского, брата графа Фландрии и Эно Бодуэна VI, разделив с ним управление Голландией. После смерти брата в 1070 году Роберт организовал восстание против малолетних племянников, Арнульф III и Бодуэн II, находившихся под опекой матери. Он захватил Гент и объявил себя графом Фландрии. Из разгоревшейся войны победителем вышел Роберт, сохранивший Фландрию. Став совершеннолетним, Дирк V в 1076 году при поддержке отчима смог отвоевать спорные территории у епископа Утрехта. Окончательно конфликт с епископами Утрехта угас во время правления сына Дирка V, Флориса II Толстого, заключивший мир с епископом. Кроме того, Флорис смог приобрести Рейнланд (Лейден и окрестности), а с 1101 году за Флорисом был признан титул граф Голландии. С этого времени название Голландия окончательно вытесняет название Фризия.
После смерти Флориса II остались малолетние дети Дирк VI и Флорис Чёрный, опекуншей стала их мать Петронела (Гертруда), дочь Тьерри (Дитриха) II, герцога Верхней Лотарингии. Законным графом был Дирк, однако Флорис Чёрный при поддержке матери восстал против брата в 1129 году, получив при этом поддержку западных фризов, причём его признали в качестве графа королём Германии Лотарем и епископом Утрехта. В 1131 году братья помирились, но вскоре Флорис опять восстал. Король Лотарь в августе 1132 года смог помирить братьев, позже было подавлено и восстание фризов. Но в октябре того же года Флорис был заманен в ловушку и убит, после чего Дирк остался единовластным правителем. Позже он благодаря
браку с наследницей графства Бентгейм смог расширить свои владения. Кроме того, при Дирке VI усилилось влияние на утрехтских епископов. Дирк постоянно вмешивался в выборы новых епископов и поддерживал город в борьбе против прелата. Позже, в XIII веке, Утрехтское епископство окончательно попало под контроль графов Голландии.
Сын Дирка VI, Флорис III, был лояльным вассалом императора Фридриха I Барбароссы. Он участвовал в двух итальянских походах императора, а также в Третьем крестовом походе, во время которого Флорис и умер. Кроме того, император дал Флорису право на сбор пошлины в Голландии, фактически легализовав практику, существующую с XI века. При Флорисе началось строение плотин и дамб, что вызвало приток крестьян в графство. Также была определена граница между графством и епископством Утрехт. Также Флорис начал завоевание Фрисландии.
При Флорисе началась борьба между Голландией и Фландрией за обладание Зеландией, которая продолжалась до конца XIII века. Фландрия, суверенитет которой простирался на всю южную Зеландию, владела правами на устья Шельды и, частично, Мааса и Рейна. Голландские графы издавна пытались избавиться от этого. Флорис обложил фландрских купцов сбором новыми налогами, что вызвало войну с графом Филиппом Фландрским, которая закончилась поражением Флориса. В результате этого он в 1168 году был вынужден признать Филиппа сюзереном Зеландии.

## Голландия под управлениемАвенского дома

Герб объединённого графства Эно, Голландии и Зеландии, принятый Жаном I д’Авен

В 1299 году после смерти бездетного Иоанна I Голландского, несмотря на протест императора Альбрехта I, графства Голландия и Зеландия унаследовал граф Эно (Геннегау) Иоанн (Жан) II д’Авен.
Жан умер в 1304 году, ему наследовал его старший сын Вильгельм (Гильом) I Добрый (1286—1337). Он был вынужден бороться против Фландрии и Брабанта. В 1323 году он заключил договор с графом Фландрии Людовиком I Неверским, по которому граф Фландрия отказывался от претензий на Зеландию, а Вильгельм отказывался от претензий на имперскую Фландрию. Этот договор закончил династическую распрю между Дампьерами и Авенами.
Вильгельму удалось подчинить Западную Фрисландию, а также он присоединил к своим владениям епископство Утрехт. Позже он выдал свою дочь Филиппу за короля Англии Эдуарда III, другую дочь, Маргариту, он выдал за императора Людовика IV Баварского. В 1337 году он встал во главе имперских князей, вступивших в союз с Англией. Этот союз дал толчок к началу военных действий в Столетней войне. Вскоре Вильгельм умер. Его сын, Вильгельм (Гильом) II (1307—1345) участвовал в Столетней войне на стороне Англии. В 1345 году он осадил Утрехт, епископ которого стремился выйти из-под его власти. После заключения мира он отправился подавлять восстание во Фрисландии, где и погиб.

## Голландия под управлениемБаварского дома

Герб объединённого графства Эно, Голландии и Зеландии во время правления династии Виттельсбахов

После смерти Вильгельма II Эно, Голландию и Зеландию унаследовала его сестра Маргарита II (1310—1356), бывшая замужем за императором Людовиком IV Баварским.
После смерти мужа Маргарита решила управлять графствами самостоятельно. Один из её сыновей, Вильгельм III (1330—1388), герцог Баварско-Штраубинский с 1347, восстал против матери, требуя передать управление Голландией и Зеландией ему. Этот конфликт получил название Война крючков и трески. Несмотря на английскую помощь, Маргарита потерпела поражение и в 1354 году была вынуждена передать графствами управление ему. После смерти матери в 1356 году Вильгельм унаследовал и Эно. Но позже у него начались приступы безумия, после чего он в 1358 году был заключен в замок Гаага. Регентом его владений, в том числе и Эно, стал другой сын Маргариты, Альберт (1336—1404). Ему пришлось сражаться с герцогом Гелдерна Эдуардом, усмирять мятежи знати. Позже он наладил отношения с Францией. После смерти брата Вильгельма в 1388 году он унаследовал все его владения. После его смерти в 1404 году ему наследовал старший сын Вильгельм IV (1365—1417). Он был вынужден усмирять мятеж сеньоров Аркеля в Эно, позже он помог своему брату Иоанну, смещенному в 1406 году с поста епископа Льежа, вернуть в 1408 году свой пост. Будучи сторонником герцогов Бургундии, Вильгельм вмешался на их стороне в гражданскую войну между Арманьяками и бургиньонами. В 1415 году Эно было разорено войсками, которые участвовали в битве при Азенкуре.
После смерти в 1417 году Вильгельма IV его владения должна была унаследовать вторая дочь, Якоба (1401—1436). Но её дядя, епископ Льежа Иоанн III (1375—1425), сложил с себя сан епископа и предъявил права на владения брата. В результате она сохранила за собой только Эно, а Голландия, Зелландия и Штраубинг достались Иоанну. Она безуспешно боролась за возвращение своего наследства, для чего сначала вышла замуж в 1418 году за герцога Брабанта Жана IV, а потом, поняв, что муж ей не может помочь, бросила его и нашла убежище в Англии, где, аннулировав предыдущий брак, вышла замуж за Хэмфри, герцога Глостера. После смерти Иоанна III протектором его земель стал герцог Бургундии Филипп III Добрый, с которым Якоба была вынуждена помириться. По договору в Дельфте 3 июня 1428 года Якоба была признана графиней Эно, а Филипп стал наместником её владений и наследником. В 1432 году она подняла восстание в Генте против Филиппа, но оно было подавлено и в апреле 1433 года Якоба была вынуждена отречься от графства в пользу Филиппа. С этого момента Эно вошло в состав Бургундского герцогства.